# راسينغ كلوب أبيدجان
راسينغ كلوب أبيدجان هو نادي كرة قدم من مدينة أبيدجان، ساحل العاج.تأسس النادي في عام 2006 ويلعب حالياً في دوري ساحل العاج الممتاز.